# Лик Победы
«Лик Победы» — роман в жанре фэнтези Веры Камши, третья книга цикла «Отблески Этерны».

## Сюжет

### Часть первая
Герцог Рокэ Алва вместе с виконтом Марселем Валме, своим порученцем Герардом Арамона и небольшим отрядом кэналлийцев спешит в блокированный бордонскими дожами Фельп. По прибытии выясняется, что город в тяжёлом положении. Фельпский флот разбит, бухта перекрыта бордонскими кораблями, а на берегу высадилась гайифская армия, формально имеющая статус наёмной. От окончательного окружения Фельп спасает лишь горная гряда, почти вплотную приступающая к городскому холму и, самое главное, прикрывающая собой единственный сухопутную дорогу в город. Продолжением гряды является возведённая людьми стена — единственное уязвимое место.
До подхода талигойской армии Первый маршал выступает лишь как консультант. Но вскоре он берёт всё командование фельпскими силами в свои руки. Вместе с Вейзелем Рокэ взрывает скалы таким образом, что горная гряда Веньянейра теперь полностью прикрывает Приморский тракт и не позволяет окончательно заблокировать город. При этом взрыв произошёл одновременно с началом гайифского штурма и привёл к большим потерям среди нападавших, деморализовав выживших. Обезопасив город с суши Алва решает уничтожить вражеский флот.
По замыслу Алвы фельпцы строят новые корабли. Из-за недостатка времени и сухого дерева корабли получаются небольшими и недолго живущими. Впрочем, их должно хватить на одно морское сражение. План Рокэ прост: если нельзя тягаться с тяжёлыми галеасами бордонцев, то стоит сыграть на манёвренности и рукопашной схватке. С помощью брандеров и абордажного боя Алве удается разбить неприятельский флот, в частности захватить галеас «Морская Пантера», на котором все офицерские должности занимают женщины. Среди них капитан Зоя Гастаки, дочь богатого и влиятельного бордонского дожа и её адъютант, погибшая в ходе несчастного случая Поликсена, в которую был влюблен сын фельпского адмирала Джильди Луиджи. Без поддержки с моря гайифский корпус маршала Карло Капраса оказывается заперт на берегу и через некоторое время сдаётся дуксам Фельпа.
Матильда Ракан, Альдо, Мэллит и Робер Эпине добираются до Алата к родному брату Матильды Альберту. Там их находит Дикон Окделл, которого Хуан отпустил на границе Талига, отдав перстень Молний и родовой кинжал. Даже вдали от Агариса к Роберу продолжает приходить найери Лауренсия, его любовница, у которой он встречался с гоганами.
Луиза Арамона, ставшая стараниями Рокэ дуэньей для Айрис Окделл, обживает особняк Первого маршала и начинает бывать при дворе Катерины Оллар вместе с сестрой Дикона и своей дочерью Селиной.

### Часть вторая
В дом Первого маршала приезжает Мирабелла Окделл, которая разыскивает сбежавшую дочь, и граф Эйвон Ларак. Но Луиза Арамона дает понять, что не будет способствовать возвращению Айрис против её воли. Кардинал Талига Сильвестр готовит смену правящей династии. Он хочет оставить страну, которой управлял из-за спины слабого короля в надежных руках и без какого-либо намека на возможность мятежа. Для этого Дорак посылает Рокэ, на которого и хочет надеть корону, приказ отправиться после снятия угрозы Фельпу в Ургот к герцогу Фоме и дальше исполнять обязательства союзника.
Дик признается Роберу в том, что отравил Алву, и рассказывает, как Штанцлер убедил его это сделать. Эпине объясняет ему, что никогда не видел этого кольца, а Август просто использовал юношу, чтобы спасти свою шкуру, как делал всегда. Тем временем Альдо строит планы о том, как станет правителем возрожденной анаксии. А Ричард находит себя в служении ему и мечте о великой стране и своей великой любви к Катарине Оллар. Он все больше верит в силу эориев и анакса, и веру эту еще больше подогревает Альдо.
В Олларии Лионель Савиньяк вызывает на дуэль Леонарда Манрика, прикрываясь поводом об оскорблении последним Селины Арамоны. Дорак не верит в столь мелочную для Савиньяка причину и понимает, что тот просто задумал избавиться от Манрика. Но у Сильвестра другие планы. Он хочет через «навозников» избавиться от угрозы трону в лице Штанцлера и прочих мешающих Людей Чести, а затем и от них самих. Об этом кардинал и рассказывает Лионелю, решив играть с ним в открытую. Савиньяк соглашается с ним и, легко ранив Манрика, убывает на каданскую границу. В Эпине умирает сторонник королевы Алисы Анри-Гийом, дед Робера. Присматривающий за землями губернатор Сабве хочет полностью прибрать к себе провинции Юга, но Сильвестр, не желающий этого, напоминает ему о том, что прямой наследник Эпине еще жив. Дорака навещает мать пропавшего Германа, Лилиан Саггерлей. Она убеждена, что её сын жив и пытается по-прежнему докопаться до старых тайн.
В Фельпе празднуют Андии, на котором чествуют Алву и молодого адмирала Муцио Скварца — главных героев прошедшей битвы. Рокэ, Марсель и Луиджи отправляются в «пленным» девушкам с «Морской Пантеры» и проводят с ними ночь, в ходе которой Джильди пытается увести с собой пегая кобыла, но Алва спасает моряка от незавидной участи. Наутро к Марселю приходит Франческа Скварца с вестью о том, что её муж пропал. В палаццо, где разместили других пленных офицеров с «Морской Пантеры», все люди сходят с ума и пропадает Зоя Гастаки. Герард рассказывает Алве о своем отце, ставшем выходцем после подобного случая.
Кардинал Сильвестр умирает от сердечного приступа. Воспользовавшись этим, власть захватывают временщики, которые стараются опорочить Катарину Оллар и добиться её развода с королём. Луиза Арамона старается выжить и действовать в интересах Первого маршала, лавируя меж политических огней.

### Часть третья
В Фельп прибывает талигойская армия под началом Эмиля Савиньяка. Рокэ кажется странным, что он и его офицеры не получают никаких писем из Олларии кроме официальных распоряжений. Закончив свою службу в вольном городе, Алва, повинуясь приказу, отправляется в Ургот, но при этом выкупает у дуксов на год три боевые галеры с командами, в том числе и корабль Луиджи Джильди, с которым и отбывает к Фоме в сопровождении Марселя Валме. Вторая галера вместе с Вейзелем отправляется навстречу адмиралу Альмейде с целью завернуть его обратно в Хексберг. Третий корабль остается у Эмиля в Фельпе. После исчезновения капитана Гастаки Первый маршал предлагает Герарду сменить фамилию, стать реем Кальперадо. По прибытии в Урготеллу Рокэ и Марсель узнают о смерти Сильвестра.
Граф Манрик, ставший кансильером, выдвигает все новые обвинения против королевы. Фердинанд Оллар оставляет свою супругу на попечении нового кардинала Агния и личной охраны, которое больше похоже на ссылку, отбываемую в старых апартаментах королевы Алисы Дриксенской. Вместе с Катариной остаются Луиза, Селина и Айрис.
В Сакаци празднуют Золотую Ночь. В этот день Робер получает известие о смерти деда и решает немедленно отправиться через границу в свой Эпинэ. Вместе с ним, сославшись на размолвку со своим женихом, уезжает местная девушка Вица. Но на пути Робера начинают преследовать пегая кобыла и Цилла. Когда же настает момент их встречи, Эпине спасает Лауренсия, которая прикидывалась Вицей с момента начала поездки. Возле Белой Ели Иноходец встречает Осеннюю Охоту, которая проводит его своими путями в родные земли. А в Сакаци в это время умирают настоящая Вица и её жених Балаж. В родовом замке Эпинэ от матери узнает, что полученное им письмо — подделка. Вероятно, оно было подослано с целью заманить Робера в Талиг. Вскоре появляются и драгуны в сопровождении барона Ойгена Райнштайнера с целью сопроводить Эпинэ в Олларию. Но Мараны намерены убить Иноходца, потому подстраивают ему побег. Однако гарнизон замка, желающий поднять восстание против законной власти, убивает усыпленных драгунов, спасает Эпинэ от засады и учиняет самосуд над Маранами. От нервного перенапряжения умирает мать Робера. Барону Райнштайнеру удается живым выбраться из замка.

### Часть четвертая
Эпинэ оказывается подхвачен революционным течением южных провинций и поневоле становится главарем восстания. Губернатор Сабве докладывает в Олларии о бунте на Юге, и против Иноходца выдвигается недавно сформированная Резервная армия под командованием Леонарда Манрика, несмотря на попытки Катарины решить дело мирным путём. Саму королеву и пожелавших остаться с ней Луизу, Селину и Айрис берут под стражу и отправляют в Багерлее.
В Эпинэ, в одном из ближайших замков, Робер находит скрывающегося Августа Штанцлера, которого берет под стражу. В Алат к Альдо и Дикону приезжают Дуглас Темплтон, Анатоль Саво, Удо и Рихард Борны, с которыми Ракан намерен отправиться в Талиг, веря в своё предназначение избавить страну от Олларов. С помощью контрабандистов они переправляются через границу и присоединяются к Эпинэ. Перед боем с армией Манрика Альдо заставляет Иноходца произнести клятву времен анаксии: «Во имя Ушедших и Их именем, моя кровь и моя жизнь будет принадлежать Талигойе и Раканам!». Ту же клятву произносит и Дикон. В ходе битвы на сторону мятежников неожиданно переходит граф Симон Люра со своими полками, что решает исход сражения, в котором погибают Анатоль Саво и Рихард Борн. Симон Люра подло убивает Леонарда Манрика.
В Урготелле талигойские гости участвуют в представлении, устроенном в честь дня рождения принцессы Елены. На нем Рокэ показывается с отреставрированным мечом Раканов и подменяет искусственные цветы для именинницы на настоящие. Позже выясняется, что лилии были отравлены и лишь прихоть Алвы спасла принцессе и ему самому жизнь.

### Часть пятая
Переход части армии на сторону мятежников объяснялся просто — гоганы подкупили Симона Люра и теперь пришли к Альдо требовать исполнения клятвы. Ракан в приступе гнева случайно убивает посланника и уговаривает Робера избавиться и от тех, с кем он был. Альдо, Иноходец и капитан гарнизона замка Эпинэ Никола Карваль находят остальных гоганов и, проводив их до ближайшего леса, убивают всех, но приведшие их контрабандисты исчезают из замка.
В один из вечеров в Урготелле Рокэ поет песни под присланную принцессой Юлией гитару, а на следующий день исчезает из города вместе с капитаном Джильди, оставив Герарда и Марселя. Валме при помощи Елены добивается встречи с Фомой, от которого и узнает последние события в Талиге, которые тот скрывал, дабы Алва не волновался и оставался командовать армией. Марсель получает поддельный отпуск из армии по болезни и урготское гражданство, с которыми в сопровождении Герарда отправляется вслед за Первым маршалом.
Цилла не оставляет попыток забрать с собой свою собственную мать, но Луиза продолжает отгонять выходца, несмотря на материнские чувства. После известий о разгроме Резервной армии и предательстве Люра Манрик и Колиньяр бегут из столицы, а слабовольный Фердинанд берет власть в свои руки и выпускает всех запертых ими в Багарлее. Граф Рафиано и геренций Гогенлоэ-цур-Адлерберг советуют Оллару не оставаться в городе чтобы не пасть жертвой заговора, но король не прислушивается. Луиза навещает особняк Ворона, где встречает слуг Алвы, которые собирают вещи для переезда, опасаясь разграбления дома своего хозяина — армия мятежников уже достигла Лаик.
Симон Люра откровенно рассказывает Альдо и Роберу и своих делах с покойными гоганами, обещает честно служить королю Ракану и требует взамен маршальскую перевязь, столичный гарнизон и титул графа Килеана-ур-Ломбаха. Ракан соглашается. Тем временем в Олларии многие из приближенных к королю переходят на сторону мятежников. Они организовывают государственный переворот и арестовывают Фердинанда. Однако во время ареста погибает Генри Рокслей, которого застрелил Чарльз Давенпорт, бывший в этот момент в карауле у Малой печати и сохранивший верность королю. Теньент после убийства прорывается к казармам, где заперся полковник Ансел с двумя полками, и вместе с ними выбирается из города. Фердинанд подписывает отречение. Симон Люра предлагает план, по которому можно решить часть финансовых проблем новой короны и избавиться от лишних людей: достаточно организовать нападение на перебежчиков, разыграть покушение на Ракана, выдвинуть ультиматум о сдаче Ворона в обмен на жизнь Оллара, что невозможно — ведь Первый маршал в Урготелле. А раз Алва не сдастся, то бывший король будет казнен, а остальные заложники отпущены в обмен на выкуп. Альдо соглашается, несмотря на протест Робера. План почти осуществился, но казнь Оллара внезапно останавливает явившийся Ворон. Рокэ верхом на Моро с боем прорывается к эшафоту, разрубает саблей надвое Симона Люра и складывает оружие перед своим королём. Алву и Оллара заключают в Багерлее, заложников отпускают без требования выкупа — ведь Ворон появился у эшафота, когда все думали, что он в Урготе.

## Повествование
Пролог романа синопсисом, рассказывающим от имени автора события первых двух книг.
В основной части произведения к рассказчикам прибавляется:
- Луиджи Джильди — капитан галеры «Влюблённая Акула». Сын адмирала города Фельпа. Захватил галеас «Морская Пантера» в ходе фельпского сражения. Избежал участи становления выходцем благодаря Рокэ Алве. Один из трёх капитанов Фельпа, кто был отпущен на службу Первым маршалом Талига.
- Леонард Манрик — средний сын графа Леопольда Манрика. Не перечит повелениям отца, хотя и презирает себя за это. На начало романа пребывает в должности Капитана Личной гвардии. Назначен отцом командующим Резервной армии для подавления восстания в Эпинэ, где погиб от перешедшего на сторону Раканов генерала Люра — на этом повествование от лица персонажа заканчивается.
- Зоя Гастаки — капитан галеаса «Морская Пантера», на котором офицерские должности занимают женщины, сестра бордонского дожа. После поражения в фельпском сражении стала выходцем — на этом повествование от лица персонажа заканчивается.
- Карло Капрас — маршал Гайифы, командующий сухопутными войсками, формально нанятых Бордоном для осады Фельпа.

В ходе сюжета прекращается повествование от лица кардинала Сильвестра.

## Главы
Главы романа (во всём цикле) имеют названия высших арканов колоды Таро, которым даётся следующее трактование:
- «Маг» — означает Личность. Это воля к поступку, самовыражение, индивидуальность, мудрость, тирания, злоупотребление властью. Это человек, обладающий во всей полноте физическими и духовными способностями. Карта означает, что не́кто достиг желаемого в подвластных ему пределах. Перевёрнутая карта остается благоприятной. Ситуация под контролем, будущее в ваших руках. Может означать неуверенность в себе, но напрасно. Не откладывайте на потом важное дело.
- «Папесса» («Верховная жрица») — символизирует духовную мудрость, терпение, молчание, глубокое познание и понимание природы вещей видимых и невидимых. Карта означает, что вы пытаетесь понять высший смысл чего-либо, ищете скрытые факторы, влияющие на ситуацию. Смело вскрывайте тайны, но относительно ваших намерений храните молчание. Перевёрнутая карта указывает на недостаток проницательности. Может означать также плотские страсти.
- «Колесница» — символизирует поиск и нахождение своего места в жизни, это самопознание, сила воли. Может предвещать путешествие, праведную жизнь, ответственность. Из испытаний вы выйдете победителем благодаря своей силе воли. Перевёрнутая карта — стремление к какой-либо цели неудачное, разрушение планов из-за неправильно понятой ситуации.
- «Отшельник» — символизирует благоразумие, управляющее волей, осмотрительность руководителя действий, развитие вглубь, отчуждение, одиночество, горечь. Карта советует быть осмотрительным и внутренне собранным. В мире всё взаимосвязано, и малый толчок может привести к большому обвалу. Перевёрнутая карта означает самостоятельное достижение цели и эмоциональную связь с мудрым и вдохновенным человеком. На низком уровне может означать упрямство, подозрительность или неоправданную осторожность.
- «Суд» — символизирует перемены и окончание как плохого, так и хорошего. Конец, в котором есть зерно нового начала, надежды и освобождения. Карта также означает возвращение к давним делам, бывшим истоком нынешних перемен. Перевёрнутая карта — нерешительность и сомнения при принятии решений, разрыв отношений, разлука.

## Критика
«Мир фантастики» написал, что роман оказался не хуже предыдущих. Отмечен темп повествования, который сперва неспешен, но постепенно ускоряется. Финал назван неожиданным и ярким. В целом роман охарактеризован как достойное продолжение лучшего образца исторического фентези от русскоязычного автора, который вскоре может встать в один ряд с мастерами этого жанра. Была присвоена оценка 9/10.

## Награды и премии
Роман «Лик Победы» стал Лучшим отечественным фэнтези-романом 2005 года по версии журнала «Мир фантастики».